# زیبای صخره
زیبای صخره (نام علمی: Holacanthus tricolor) نام یک گونه از تیره فرشته‌ماهیان است.